# 側見民雄
側見 民雄（そばみ たみを、1939年5月24日 - ）は、日本の男性俳優、声優。演出家。北海道岩見沢市出身。PACage所属。演劇集団「阿吽」主宰。

## 人物
北海道札幌南高等学校、早稲田大学卒業。1967年劇団東演（ぱらーた企画）入団し、1996年まで所属した。
その後、声優としての活動を始める。
2025年3月24日、オフィスPACが法人解散するにあたり所属メンバーでPACageを設立し移籍した。

## 出演

### テレビドラマ
- 火曜日の女シリーズ「恋の罠」（1970年、NTV / 東宝)
- 金曜ドラマ / 白い影（1973年、TBS）
- 横溝正史シリーズ / 悪魔が来りて笛を吹く（1977年、MBS / 東宝） - 警官
- 大都会 PARTII 第41話「野良犬の恋歌」（1977年、NTV / 石原プロ）
- スパイダーマン 第26話「絶対ピンチのにせものヒーロー」（1978年、12ch / 東映） - 刑事C
- 熱い嵐（1979年、TBS）
- 仮面ライダー）第51話「ネオショッカー紅白死の大決戦」（1980年、MBS / 東映） - リングベア人間態
- 新五捕物帳（NTV / ユニオン映画）
  - 第22話「泣くな夜あけのはぐれ鳥」（1978年）
  - 第137話「恋心炎の舞い」（1981年）
  - 第138話「ひとり泪の寒雀」（1981年）
- 江戸を斬るIV 第7話「初恋が解いた殺しの鍵」（1979年、TBS / C.A.L）
- 大江戸捜査網（12ch / 三船プロ）
  - 第5シリーズ 第3話「島帰りの父・涙の絶唱」（1979年）
  - 第5シリーズ 第39話「悲恋 女隠密 怒りの叫び」（1980年）
  - 第184話「女を狩る通り魔 陶酔の宴」（1983年）
  - 第191話「女殺し八王子千人軍団の謎」（1983年）
  - 第206話「新隠密登場!つばくろの茜」（1983年）
- 江戸の朝焼け 第1話「鈴虫の男」（1980年、CX / 東宝）
- 西部警察 (PART1)（ANB / 石原プロ）
  - 第20話「爆発ゾーン」（1980年）
  - 第98話「ショットガン・フォーメーション」（1982年） - 管理人
- 太陽にほえろ!（NTV / 東宝）
  - 第472話「鮫やんの大暴走」（1981年）
  - 第503話「山さんとラガー」（1982年）
  - 第574話「冒険の海」（1983年）
  - 第656話「いじめ」（1985年）
- 噂の刑事トミーとマツ（TBS / 大映テレビ）
  - 第2シリーズ 第1話「絶望!やっぱり駄目だこのコンビ」（1982年）
- 金曜ドラマ / 淋しいのはお前だけじゃない（1982年、TBS）
- NHK大河ドラマ
  - 獅子の時代（1980年） - 道具屋
  - 峠の群像（1982年） - 農民、浜男
  - 山河燃ゆ（1984年） - 米松
- 月曜ワイド劇場（ANB / 東映）
  - 「深川通り魔殺人事件 昭和56年初夏 この恐るべき惨劇はなぜ…」（1983年）
- ただいま絶好調! 第14話「博多行き夜行列車」（1985年、ANB / 石原プロ）
- NHK連続テレビ小説第34作 澪つくし（1985年、NHK）
- もっとあぶない刑事 第10話「悪戯」（1988年、ANB / 東映）
- 月曜・女のサスペンス「信玄伝説殺人事件」(1988年、TX)
- 土曜ワイド劇場（ANB / 東宝）
  - 「喪服を着た花嫁 東京－長野－岐阜恵那峡殺意の5日間 通夜に消えた謎の女?」（1990年）
- 刑事貴族（ANB / 東宝） 
  - 第2シリーズ 第33話「少女の季節」（1992年）
  - 第3シリーズ 第20話「神様なんて信じない」（1993年）
- 本当にあった怖い話「午前四時半の侵入者」（1992年、ANB / 大映テレビ）
- 十津川警部シリーズ「松島・蔵王殺人事件」（1995年、TBS） - 工場長
- 憲法はまだか 第二部「戦争放棄」（1996年、NHK特集）
- 緋が走る（1999年、NHK）

### 映画
- 聖職の碑（1978年）
- 海峡（1982年）
- 首都消失（1987年）
- 死者の学園祭（2000年） - 後援者
- 太平洋の奇跡 -フォックスと呼ばれた男-（2011年、東宝） - 南雲忠一

### 舞台
- 夜明け前
- プラザ・スイート（1991年） - ロイ・ヒューブリー
- 劇団東演 ロミオとジュリエット（1996年） - エスカラス
- どん底（2004年） - コストゥリョフ
- 独歩プロデュース「象」（2005年） - 通行人1
- ひとり語り「嗚呼!華の早慶六連戦」（2006年）
- 演劇集団阿吽公演
  - 「空の記憶〜Remember Bergen-Belsen〜」（2013年） - 老人〈オットー・フランク〉
- 俳優座劇場公演
  - ハムレット（2015年） - ボローニアス
  - ヴェニスの商人（2016年） - シャイロック
  - 探偵物語（2024年） - ミスター・プリチェット
- オールアクトカンパニー「魔笛は三度鳴る」（2017年）
- 遊戯空間公演「全段通し仮名手本忠臣蔵」（2018年） - 高師直
- ピュアーマリー公演 こうとうミステリー劇場 アガサ・クリスティー「そして誰もいなくなった」（2024年）
- オールアクトカンパニー公演 
  - 第24弾「ヴェニスの商人」（2021年）
  - 第27弾「魔笛は三度鳴る」（2024年）
  - 第28弾「夏の夜の夢」（2024年）

### 吹き替え

#### 担当俳優
アラン・アルダ
- THE BLACKLIST/ブラックリスト（アラン・フィッチ）
- マリッジ・ストーリー（バート）
- フォー・シーズンズ（ドン）

ダニー・グローヴァー
- ブラインドネス（黒い眼帯の老人）
- 僕らのミライへ逆回転（フレッチャー）
- レバレッジ 〜詐欺師たちの流儀 シーズン4 #4（チャーリー・ローソン）

#### 映画（吹き替え）
- あの日の指輪を待つきみへ（ジャック・エッティ〈クリストファー・プラマー〉）
- インディ・ジョーンズ/魔宮の伝説（シャマン〈D・R・ナーナヤッカーラ〉）※WOWOW・BD新録版
- イントゥ・ザ・ブルー2
- ヴィジット（祖父〈ピーター・マクロビー〉）
- エベレスト登頂 極限への挑戦（ラッセル・ブライス）
- 華麗なるギャツビー（ヘンリー・ギャッツ〈バート・ハリス〉）
- ギルダ
- クライモリ デッド・リターン（カーバー保安官〈ビル・ムーディ〉）
- 荒野の誓い（イエロー・ホーク首長〈ウェス・ステュディ〉）
- こころに剣士を（ヤーンの祖父〈レンビット・ウルフサク〉）
- コルシカン・ファイル（プルツァッティ議員〈ロベール・ルシベロ〉）
- ジュール・ベルヌの冒険（ザイ・チャオ）
- ジュラシック・ワールド/炎の王国（ベンジャミン・ロックウッド〈ジェームズ・クロムウェル〉）※ザ・シネマ版
- トゥモローランド（警官2[10]）
- ハウエルズ家のちょっとおかしなお葬式
- 母が教えてくれたこと（ロニー〈ポール・ドゥーリイ〉）※Netflix配信版
- ビッグ・フィッシュ（ドクター・ベネット〈ロバート・ギローム〉）※ソフト版
- ヒトラー 〜最期の12日間〜（ヘルムート・ヴァイトリング大将〈ミヒャエル・メンドル〉）
- ブルーサンダー ※ソフト版
- HELL ヘル（フルショフ将軍〈ロイド・バティスタ〉）
- Mr.ノーバディ（デビッド・マンセル〈クリストファー・ロイド〉[11]）
- ライラにお手あげ
- リミッツ・オブ・コントロール（ギター〈ジョン・ハート〉）

#### ドラマ
- アンフォゲッタブル4 完全記憶捜査
- ER緊急救命室
  - シーズン9 #184（ウディ〈ラルフ・P・マーティン〉）
  - シーズン12 #263（ジム・コーカー〈ウォーレン・スティーブンス〉）
  - シーズン15 #322（ハリー・ファインゴール〈ゲイリー・マーシャル〉）
- NCIS:ニューオーリンズ（ブリック・マイヤー〈ジェフ・コーバー〉）
- キッドナップ（クルソ〈デヴィッド・パトリック・ケリー〉）
- 刑事ヴァランダー 白夜の戦慄
- 刑事ナッシュ・ブリッジス
- 刑事フォイル #11, #12
- グッド・ワイフ（ダン判事〈ディック・ラテッサ〉）
- クリミナル・マインド4 FBI行動分析課 #2（署長、メリル・ドブソン保安官〈パトリック・セント・エスプリト〉）
- クリミナル・マインド 特命捜査班レッドセル #10（レオン・ランプル弁護士）
- コールドケース6 #17（マック・マカヴォイ〈エド・ローター〉）
- サバイバー: 宿命の大統領（コーネリアス・モス〈ジェフ・ピアソン〉）
- スキャンダル 託された秘密 #1（パトリック・キーティング判事〈ジョン・ゲッツ〉）
- 孫子兵法
- タルサ・キング（ピート・インヴェルニッツィ / ザ・ロック〈A・C・ピーターソン〉、ベイブ〈バリー・コービン〉）
- ドクター・フー #19
- TRUE DETECTIVE/トゥルー・ディテクティブ（エドワード・ホイト〈マイケル・ルーカー〉）
- 犯罪捜査官ネイビーファイル シーズン5（バーリントン上院議員〈ジェームズ・カレン〉）
- バーン・ノーティス 元スパイの逆襲 シーズン2 #2（ネフジ〈エリック・アヴァリ〉）
- プリズン・ブレイク（ブルース・ベレット〈ウィルバー・フィッツジェラルド〉）
- フラーハウス（ニック・カツォポリス〈ジョン・アペレア〉）
- ボードウォーク・エンパイア3 欲望の街
- BONES シーズン11（ウンベルト・バルガス〈アレックス・フェルナンデス〉）
- MACGYVER/マクガイバー（オブライエン〈トーマス・コパッチ〉）
- 名探偵モンク2（ヒラム・ホリングス〈ビル・アーウィン〉）
- THE MENTALIST メンタリストの捜査ファイル5 #5（デルリンガー判事〈デヴィッド・クレノン〉）
- Major Crimes 〜重大犯罪課 シーズン2 #17（テッド・キング・シニア〈ジョン・アイルワード〉）
- LEFTOVERS/残された世界 シーズン2 #10（ヴァージル〈スティーヴン・ウィリアムズ〉）
- 私はラブ・リーガル3 #5（ブレイク校長〈マイケル・グロス〉）
- ワンス・アポン・ア・タイム（アプレンティス〈ティモシー・ウェッバー〉）

### テレビアニメ
1977年
- ヤッターマン（オゲレス軍兵士、男、先生）

1987年
- 愛の若草物語（執事）

1992年
- 見ると強くなる 痛快!横綱アニメ ああ播磨灘（日本刀の老人）

2002年
- こちら葛飾区亀有公園前派出所（2002年 - 2004年、霧隠独楽太蔵、神主、黒仏和尚、ポール中川）

2004年
- 犬夜叉（岳山人）
- 巌窟王（ルイジ・ヴァンパ、老神父）
- 砂ぼうず（鯉毛一夫）

2005年
- CLUSTER EDGE（老人）
- BLOOD+（助川寛久、大佐）
- MONSTER（部長刑事）

2006年
- 蟲師（師匠）

2008年
- ゴルゴ13（チャーリー）
- ポルフィの長い旅（アルヴァネリ司祭）
- ワールド・デストラクション 〜世界撲滅の六人〜（長老）

2009年
- エグザムライ戦国（水竜京之介）
- グイン・サーガ（ダゴン）
- 大正野球娘。（小倉矢八郎）
- RIDEBACK -ライドバック-（学長）

2017年
- 鬼平（半助）

### オーディオブック
- 青天の霹靂（2014年、悦子の父）
- 永遠の0（2016年、大西保彦）
- のぼうの城（2017年、たへえ）

### ラジオドラマ
- ラジオ図書館「唐傘一本」（1991年）

### ドラマCD
- マスケティア・ルージュ ドラマCD 第2巻 〜白の王妃〜（2006年、コッラディーノ）

### ゲーム
- 大正野球娘。 〜乙女達乃青春日記〜（2009年、小倉矢八郎）
- アガレスト戦記2（2010年、ミルザム）